# باناجيوتيس ليناردوس
باناجيوتيس ليناردوس هو لاعب كرة قدم يوناني في مركز الوسط، ولد في 7 أغسطس 1991 في ميسولونغي في اليونان. لعب مع PAE Kerkyra ‏.

## وصلات خارجية
- باناجيوتيس ليناردوس على موقع قاعدة بيانات كرة القدم.إي يو (الإنجليزية)
- باناجيوتيس ليناردوس على موقع Soccerway.com (الإنجليزية)